# Raw Fury
Raw Fury AB est un éditeur suédois de jeux vidéo, spécialisé dans la publication de jeux indépendants, basé à Stockholm. L'entreprise a été fondée en février 2015 par Gordon Van Dyke et Jonas Antonsson. 

## Histoire
L'entreprise a été fondée en février 2015 par Gordon Van Dyke, ancien producteur d'EA DICE sur les différents titres de Battlefield, et Jonas Antonsson, ancien vice-président du développement mobile pour Paradox Interactive. La société a été annoncée en avril 2015 en tant qu'« éditeur de boutique [en ligne] et de jeux indépendants », se qualifiant d'« UnPublisher », car elle a l'intention de soutenir les développeurs en « démantelant le fonctionnement traditionnel de publication » et en fournissant des services de soutien qui servent mieux le développement des jeux indépendants. 
En juillet 2016, Karl Magnus Troedsson quitte son poste de directeur général d'EA DICE pour devenir associé et copropriétaire de Raw Fury. Début septembre 2019, la société ouvre un studio de développement interne situé à Zagreb, en Croatie, pour aider les développeurs externes avec le portage, l'assurance qualité et d'autres questions de support. Parallèlement, l'entreprise déménage son siège social à Stockholm pour faire face à l'augmentation du nombre de ses employés (environ 40 personnes dans le monde). 

## Jeux publiés
| Année   | Titre                 | Plateforme(s)                                                                           | Développeur(s)                      |
| ------- | --------------------- | --------------------------------------------------------------------------------------- | ----------------------------------- |
| 2015    | Kingdom               | Linux, macOS, Microsoft Windows                                                         | Noio, Licorice                      |
| 2016    | Kathy Rain            | macOS, Microsoft Windows, iOS, Android                                                  | Clifftop Games                      |
| 2016    | Kingdom: New Lands    | Linux, macOS, Microsoft Windows, Nintendo Switch, PlayStation 4, Xbox One, iOS, Android | Noio                                |
| 2016    | Gonner                | Linux, macOS, Microsoft Windows, Nintendo Switch, PlayStation 4, Xbox One               | Art in Heart                        |
| 2017    | Tormentor X Punisher  | macOS, Microsoft Windows                                                                | E-Studio                            |
| 2017    | Uurnog Uurnlimited    | macOS, Microsoft Windows, Nintendo Switch                                               | Nifflas Games                       |
| 2018    | Dandara (en)          | Linux, macOS, Microsoft Windows, Nintendo Switch, PlayStation 4, Xbox One, iOS, Android | Long Hat House                      |
| 2018    | Bad North             | macOS, Microsoft Windows, Nintendo Switch, PlayStation 4, Xbox One                      | Plausible Concept                   |
| 2018    | Kingdom Two Crowns    | Linux, macOS, Microsoft Windows, Nintendo Switch, PlayStation 4, Xbox One               | Noio, Coatsink                      |
| 2019    | Out There             | Nintendo Switch                                                                         | Mi-Clos Studio                      |
| 2019    | Whispers of a Machine | macOS, Microsoft Windows, iOS, Android                                                  | Clifftop Games, Faravid Interactive |
| 2019    | Night Call            | macOS, Microsoft Windows, Nintendo Switch, PlayStation 4, Xbox One                      | Monkey Moon, Black Muffin           |
| 2019    | Mosaic                | macOS, Microsoft Windows, Nintendo Switch, PlayStation 4, Xbox One                      | Krillbite Studio                    |
| 2020    | Per Aspera            | Microsoft Windows                                                                       | Tlön Industries                     |
| 2020    | Sable                 | macOS, Microsoft Windows, Xbox One                                                      | Shedworks                           |
| 2020    | Star Renegades        | Microsoft Windows, Nintendo Switch, PlayStation 4, Xbox One                             | Massive Damage, Inc.                |
| 2020    | West of Dead          | Microsoft Windows, Nintendo Switch, PlayStation 4, Xbox One                             | Upstream Arcade                     |
| À venir | The Last Night (en)   | Linux, macOS, Microsoft Windows, Xbox One                                               | Odd Tales                           |
| À venir | Dream Cycle           | macOS, Microsoft Windows                                                                | Cathuria Games                      |
| À venir | Routine               | Microsoft Windows, Xbox One, Xbox Series                                                | Lunar Software                      |